# فالينزويلا دي كالاترافا (سيوداد ريال)
بلدية فالينزويلا دي كالاترافا (بالإسبانية: Valenzuela de Calatrava)‏، هي إحدى بلديات مقاطعة سيوداد ريال إحدى مقاطعات إسبانيا، والتي تقع في منطقة قشتالة لا منتشا وسط إسبانيا.
يبلغ عدد سكانها 787 نسمة وفقاً لإحصائية سنة (2007).